# Kieza
Welker Marçal de Almeida, meglio conosciuto come Kieza (Vitória, 24 settembre 1986), è un calciatore brasiliano, attaccante del River.

## Carriera
La sua carriera da calciatore professionista inizia nel 2008 quando viene acquistato dalla Desportiva ma nei sei mesi di militanza nel club di Cariacica non trova spazio e quindi si trasferisce all'Americano Futebol Clube, squadra di Campos dos Goytacazes. Durante la militanza nella squadra bianconera, è diventato un punto fermo ed ha contribuito molto nelle partite a cui ha preso parte. Queste prestazioni vengono notate dal Fluminense, che decide di tesserarlo per rimediare all'infortunato Fred. Dopo ventitré partite giocate e quindici reti all'attivo, rescinde il proprio contratto con i Tricolor carioca e si trasferisce, nel febbraio del 2010, al Cruzeiro. Solo dopo poche apparizioni con il suo nuovo club, viene ceduto nello stesso anno in prestito al Ponte Preta e l'anno successivo al Náutico per militare in Série B con i timbu. Nell'inverno del 2011 viene ceduto in prestito all'Al Shabab, club degli Emirati Arabi Uniti. A giugno del 2012 torna al Náutico dopo la fine del prestito, rimanendo lì per il resto della stagione prima di trasferirsi in Cina nello Shanghai Shenxin.

## Palmarès

### Club

#### Competizioni statali
- Copa Espírito Santo: 1

Desportiva: 2008
- Torneo Moisés Mathias de Andrade: 1

Náutico: 2009
- Campionato Carioca: 1

Botafogo: 2018

### Individuale
- Capocannoniere del Campeonato Brasileiro Série B: 1

2011 (21 gol)